# 詹姆斯·傑比亞
詹姆斯·傑比亞（英語：James Jebbia，1963年7月22日—）是一位擁有美國和英國國籍的商人、時裝設計師。 他是滑板服裝品牌Supreme的創始人。

## 早年
詹姆斯·傑比亞於1963年7月22日出生於美國。父親是美國人，曾在美國空軍服役，母親是英國人，曾是一名老師。1歲時，傑比亞的父母從美國搬到了英國西薩塞克斯郡的克勞利。10歲時，父母離婚。1983年，19歲的傑比亞搬回美國，定居在紐約市史泰登島
。

## 家庭
傑比亞與比安卡·傑比亞（Bianca Jebbia）結婚並育有兩個孩子。他目前居住在紐約市曼哈頓下城的西村。